# Hyundai Smartstream
Hyundai Smartstream (Хёндэ Смартстрим) — серия двигателей внутреннего сгорания южнокорейской компании Hyundai Motors. Полностью алюминиевый двигатель впервые был представлен на автомобиле Hyundai i30 (PD) на Парижском автосалоне.

## Бензиновые двигатели

### Smartstream G1.0 (G3LD)
- Hyundai Casper (AX1) (2021 — настоящее время)[1][2][3]
- Hyundai i10 (AC3) (2020 — настоящее время)
- Kia Picanto/Morning (JA) (2020 — настоящее время)[4]

### Smartstream G1.0T (G3LE/G3LF)
- Hyundai Bayon (BC3 CUV) (2021 — настоящее время)
- Hyundai i10 (AC3) (2020 — настоящее время)
- Hyundai i20 (BC3) (2020 — настоящее время)
- Hyundai i30 (PD) (2020 — настоящее время)
- Hyundai Kona (OS) (2020 — настоящее время)
- Kia Ceed (CD) (2020 — настоящее время)
- Kia Picanto (JA) (2020 — настоящее время)
- Kia Stonic (YB CUV) (2020 — настоящее время)[5][6]

### Smartstream G1.2 (G4LF)
- Hyundai Bayon (BC3 CUV) (2021 — настоящее время)
- Hyundai i20 (BC3) (2020 — настоящее время)
- Kia Picanto (JA) (2020 — настоящее время)
- Kia Rio (YB) (2020 — настоящее время)
- Kia Sonet (QY) (2020 — настоящее время)
- Kia Stonic (YB CUV) (2020 — настоящее время)

### Smartstream G1.4T (G4LD)
- Hyundai Elantra (CN7) (2020 — настоящее время)[7]
- Kia Carens (KY) (2022 — настоящее время)
- Kia Seltos (SP2i) (2019 — настоящее время)

### Smartstream G1.5 (G4FL/G4LG)
- Hyundai Accent/Verna (HCi) (2020 — настоящее время)
- Hyundai Creta/ix25 (SU2c/SU2i/SU2id) (2019 — настоящее время)
- Hyundai Elantra (CN7) (2020 — настоящее время)
- Hyundai Stargazer (KS) (2022 — настоящее время)
- Hyundai Verna (BN7) (2023 — настоящее время)
- Kia Carens (KY) (2022 — настоящее время)
- Kia K3 (BD) (2018 — настоящее время)
- Kia Seltos/KX3 (SP2i/SP2c) (2019 — настоящее время)[8]
- Kia Sonet (QY) (2020 — настоящее время)[9]
- Hyundai i30 (PD) (2020 — настоящее время)[10][11]

### Smartstream G1.5T (G4LH/G4FS)
- Hyundai Alcazar (SU2 LWB) (2023 — настоящее время)
- Hyundai i30 (PD) (2020 — настоящее время)[12][13]
- Hyundai Verna (BN7) (2023 — настоящее время)
- Kia Ceed (CD) (2020 — настоящее время)[14]
- Kia Carens (KY) (2023 — настоящее время)

- Hyundai Custo (KU) (2021 — настоящее время)[15]
- Hyundai Lafesta N-Line (SQ) (2022 — настоящее время)
- Hyundai Mistra (DU2) (2020 — настоящее время)[16]
- Hyundai Sonata (DN8) (2020 — настоящее время)
- Hyundai Tucson (NX4) (2021 — настоящее время)
- Kia K5 (DL3) (2020 — настоящее время)
- Kia Sportage Ace (NP) (2021 — настоящее время)

### Smartstream G1.6 (G4FM)
- Hyundai Elantra (AD) (2018—2020)
- Hyundai Elantra (CN7) (2020 — настоящее время)
- Hyundai Venue (QX) (2019 — настоящее время)
- Kia Forte/Cerato/K3 (BD) (2018 — настоящее время)
- Hyundai Accent/Verna (HC) (2019—2022)[17]
- Hyundai Venue (QX) (2019 — настоящее время)[18]

### Smartstream G1.6T (G4FP)
- Hyundai Elantra (CN7) (2020 — настоящее время)[19]
- Hyundai Kona (OS) (2020—2023)[20]
- Hyundai Kona (SX2) (2023 — настоящее время)
- Hyundai Sonata (DN8) (2019 — настоящее время)
- Hyundai Tucson (NX4) (2020 — настоящее время)
- Hyundai i20 N (BC3) (2021 — настоящее время)
- Kia K5 (DL3) (2019 — настоящее время)
- Kia Seltos (SP2) (2022 — настоящее время)
- Kia Sportage (NQ5) (2021 — настоящее время)

### Smartstream G2.0 (G4NJ/G4NL/G4NM/G4NS)
- Hyundai Alcazar (SU2 LWB) (2021—2023)
- Hyundai Creta (SU2b) (2021 — настоящее время)
- Hyundai Elantra (CN7) (2020 — настоящее время)
- Hyundai Sonata (DN8) (2019 — настоящее время)
- Hyundai Tucson (NX4) (2021 — настоящее время)
- Kia K5 (DL3) (2019 — настоящее время)
- Kia Sportage (NQ5) (2021 — настоящее время)

- Hyundai Sonata (DN8) (2019 — настоящее время)[21]
- Kia K5 (DL3) (2019 — настоящее время)

- Hyundai Elantra (CN7) (2020 — настоящее время)
- Hyundai Kona (OS) (2020—2023)
- Hyundai Kona (SX2) (2023 — настоящее время)

### Smartstream G2.0T (G4NN)
- Hyundai Custo (KU) (2021 — настоящее время)[22]
- Hyundai Sonata (DN8) (2019 — настоящее время)
- Kia Carnival (KA4) (2021 — настоящее время)
- Kia K5 (DL3) (2020 — настоящее время)

### Smartstream G2.5 (G4KM/G4KN)
- Hyundai Santa Fe (TM) (2020 — настоящее время)
- Hyundai Sonata (DN8) (2019 — настоящее время)[23][24]
- Kia Sorento (MQ4) (2020 — настоящее время)

- Hyundai Grandeur/Azera (IG) (2019—2022)
- Hyundai Grandeur/Azera (GN7) (2022 — настоящее время)
- Hyundai Santa Cruz (2021 — настоящее время)
- Hyundai Santa Fe (TM) (2020 — настоящее время)
- Hyundai Sonata (DN8) (2019 — настоящее время)
- Hyundai Tucson (NX4) (2020 — настоящее время)
- Kia K5 (DL3) (2019 — настоящее время)
- Kia K8 (GL3) (2021 — настоящее время)
- Kia Sorento (MQ4) (2020 — настоящее время)

### Smartstream FR G2.5T (G4KR)
- Genesis G80 (RG3) (2020 — настоящее время)[25]
- Genesis GV70 (JK1) (2020 — настоящее время)
- Genesis GV80 (JX1) (2020 — настоящее время)
- Kia Stinger (CK) (2020 — настоящее время)

### Smartstream G3.5 (G6DT/G6DU)
- Hyundai Grandeur/Azera (GN7) (2022 — настоящее время)
- Kia Carnival (KA4) (2020 — настоящее время)
- Kia K8 (GL3) (2021 — настоящее время)

### Smartstream FR G3.5T (G6DS)
- Genesis G80 (RG3) (2020 — настоящее время)
- Genesis GV70 (JK1) (2020 — настоящее время)
- Genesis GV80 (JX1) (2020 — настоящее время)
- Genesis G90 (RS4) (2021 — настоящее время)

### Smartstream FR G3.5T e-S/C (G6DV)
- Genesis G90 (RS4) (2022 — настоящее время)

## Гибридные двигатели

### Smartstream G1.6 Hybrid/Plug-in Hybrid (G4LE/G4LL)
- Hyundai Elantra Hybrid (CN7) (2020 — настоящее время)
- Hyundai Kona (OS) (2020–2023)
- Kia K3 Hybrid (BD) (2020 — настоящее время)
- Kia Niro Hybrid (DE) (2016–2021)

- Hyundai Kona (SX2) (2023 — настоящее время)
- Kia Niro Hybrid (SG2) (2021 — настоящее время)

### Smartstream G1.6T Hybrid/Plug-in Hybrid (G4FT/G4FU)
- Hyundai Grandeur/Azera Hybrid (GN7) (2022 — настоящее время)
- Hyundai Santa Fe Hybrid (TM) (2020 — настоящее время)
- Hyundai Tucson Hybrid (NX4) (2020 — настоящее время)
- Kia K8 Hybrid (2021 — настоящее время)
- Kia Sorento (MQ4) (2020 — настоящее время)
- Kia Sportage (NQ5) (2021 — настоящее время)

### Smartstream G2.0 Hybrid (G4NR)
- Hyundai Sonata Hybrid (DN8) (2019 — настоящее время)
- Kia K5 Hybrid (DL3) (2020 — настоящее время)

## Газомоторные двигатели

### Smartstream L2.0 (L4NB)
- Hyundai Sonata (DN8) (2019 — настоящее время)[26]
- Kia K5 (DL3) (2019 — настоящее время)
- Kia Sportage (NQ5) (2022 — настоящее время)

## Дизельные двигатели

### Smartstream D1.5
- Hyundai Alcazar (SU2 LWB) (2021 — настоящее время)
- Hyundai Creta (SU2) (2020 — настоящее время)
- Hyundai i20 (BI3) (2020 — настоящее время)
- Hyundai Venue (QXi) (2020 — настоящее время)
- Hyundai Verna (HCi) (2020 — настоящее время)
- Kia Carens (KY) (2022 — настоящее время)
- Kia Seltos (SP2i) (2019 — настоящее время)
- Kia Sonet (QY) (2020 — настоящее время)

### Smartstream D1.6 (D4FE)
- Hyundai i30 (PD) (2019 — настоящее время)
- Hyundai i40 (2018—2019)
- Hyundai Kona (OS) (2020 — настоящее время)
- Hyundai Tucson (TL) (2018—2020)
- Hyundai Tucson (NX4) (2020 — настоящее время)
- Kia Ceed (CD) (2019 — настоящее время)
- Kia K3 (BD) (2018 — настоящее время)
- Kia Sportage (QL) (2018—2021)
- Kia Sportage (NQ5) (2021 — настоящее время)
- Kia Stonic (YB CUV) (2018 — настоящее время)

### Smartstream D2.0 (D4HD)
- Hyundai Tucson (NX4) (2020 — настоящее время)
- Kia Sportage (NQ5) (2021 — настоящее время)

### Smartstream D2.2 (D4HE/D4HH)
- Hyundai Santa Fe (TM) (2020 — настоящее время)
- Kia Carnival (KA4) (2020 — настоящее время)
- Kia Sorento (MQ4) (2020 — настоящее время)

### Smartstream FR D2.2 (D4HF)
- Genesis G80 (RG3) (2020—2021)
- Genesis GV70 (JK1) (2020 — настоящее время)

### Smartstream D3.0 (D6JA)
- Genesis GV80 (JX1) (2020 — настоящее время)